# Anfiteatro de la Quinta Vergara
El Anfiteatro de la Quinta Vergara es un escenario al aire libre ubicado en el parque Quinta Vergara de la comuna de Viña del Mar, Valparaíso, Chile. Su importancia radica en que es el escenario que anualmente a finales del mes de febrero alberga al Festival Internacional de la Canción de Viña del Mar, uno de los festivales de música más importantes (y el más antiguo) de América.
El recinto musical, en conjunto con el parque son propiedad de la Ilustre Municipalidad de Viña del Mar.

## Historia

### El anfiteatro de la "Concha Acústica" (1964-2001)
El Anfiteatro de la Quinta Vergara nace posterior a la realización del primer Festival de la Canción de Viña del Mar, evento desarrollado entre el 21 y el 28 de febrero de 1960. En ese entonces, el escenario era un espacio improvisado ubicado al costado del Palacio Vergara, construido de material ligero y sin ubicación definida. Durante los primeros años de festival, era común ver a los asistentes al evento llevar sus propias sillas de madera, y ver gente sentada sobre el piso de tierra o sobre el pasto del parque.
Al ver que el evento viñamarino cobraba mayor importancia, se decidió por iniciativa del municipio de Viña del Mar construir un escenario más estable que el entonces existente. El inicio de las obras comenzaron el año 1964, y fue proyectada por el arquitecto Hernando López, mientras que la construcción estuvo a cargo del constructor civil Juan Pinto Delgado. 
La construcción (escenario, palco, y graderías) se fue desarrollando en etapas, y el resultado fue un anfiteatro al aire libre en una de las laderas del cerro, cuyo escenario principal y muros laterales fueron construidos en madera y concreto.
Al debutar el nuevo anfiteatro, el festival se estableció de manera fija en ese lugar, sin embargo, la obra aún no estaba concluida, pues faltaba algo que protegiera a los artistas de las frías noches viñamarinas, y eso sería el techo.
El techo del escenario debutó en 1967. Construido en madera y acero, esta nueva techumbre imitaba el vuelo de una gaviota, la cual se transformó en el detalle más distintivo de la construcción, y que con el paso de los años se convirtió en un icono del Festival de viña, y en la imagen del certamen ante el mundo. 
De esta manera, el escenario del anfiteatro fue coronado por el famoso techo con forma paraboloide, dando origen al nombre con el que se conoció a este anfiteatro a nivel nacional, la "Concha acústica" de Viña del Mar.
Las características de la Concha Acústica eran más bien humildes y rudimentarias, en su mayoría la estructura estaba compuesta de madera, el escenario principal era de dimensiones acotadas, contaba con camarines subterráneos, pasillos tras bambalinas, y frente al escenario se encontraba un foso orquestal donde se ubicaba la orquesta estable del festival.

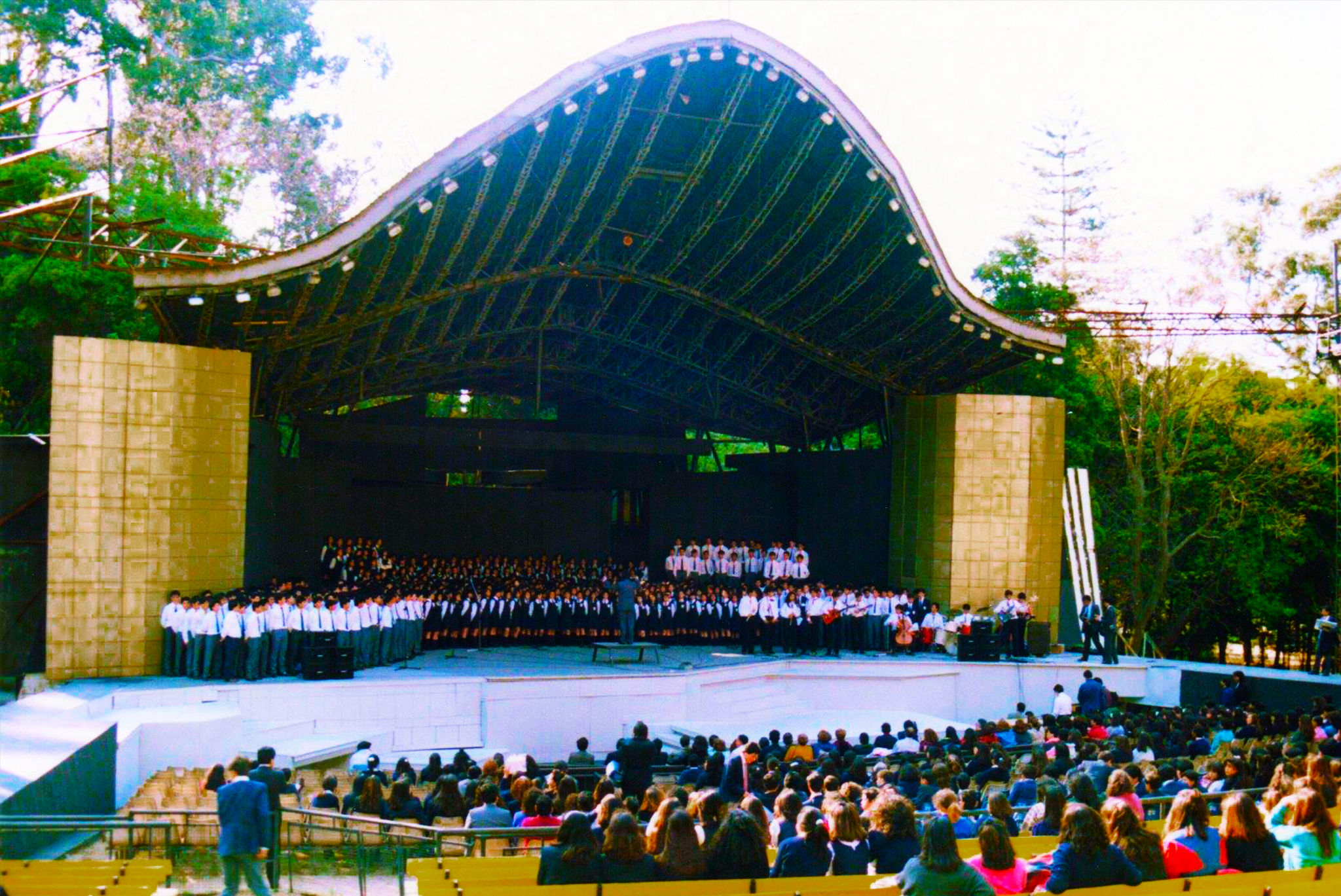
Antiguo escenario de la Quinta Vergara, año 1991.

El anfiteatro tenía piletas en sus costados, en los que hubo espejos de agua durante los primeros años de inaugurada la construcción, los asientos para el público estaban construidos en madera, en especial los ubicados en las graderías. El espacio destinado al público sufrió diversas modificaciones respecto al aforo, pues año a año asistía un mayor número de personas, y era necesario ampliar el palco, la platea y las graderías.
Durante la década de 1970 y 1980, y con la internacionalización del festival, el escenario sufrió diversas modificaciones. El desarrollo tecnológico junto a la irrupción de la televisión obligaban a colgar pesados juegos de luces sobre un techo que no fue diseñado precisamente con esos fines, y eso hacía que la estructura se hundiera un par de centímetros durante las jornadas de festival. Los arquitectos encargados de la obra durante esos años expresaban firmemente su malestar frente a estos hechos, sin embargo los canales organizadores del festival hacían caso omiso, y continuaban interviniendo la obra con iluminación pesada, con la finalidad de convertir el escenario en un set de televisión.
A lo largo de estos años, muchos espectadores se ubicaban en los cerros colindantes a la Quinta Vergara y sobre las copas de los árboles cercanos, encendían antorchas de papel a sus artistas favoritos y coreaban con entusiasmo cada una de sus canciones, otorgando un claro aire provinciano al certamen.
A fines de la década de 1990, el ya degradado escenario junto a su techo comenzaron a transformarse casi en un peligro para los artistas, pues se hacía progresivamente más evidente el hundimiento del techo en la realización de cada festival, por lo que debió ser constantemente reforzado, además, el escenario que en sus inicios parecía imponente, fue haciéndose cada vez más pequeño, considerando las necesidades tecnológicas, de espacio para el montaje de las bandas, y toda la escenografía que era renovada año a año.
El año 2001 se realizó el XLII Festival Internacional de la Canción de Viña del Mar, último en el que sería utilizada la "Concha Acústica" y toda la infraestructura presente en el anfiteatro. En abril de ese mismo año, posterior al festival y después de 35 ediciones del evento desarrolladas en el recinto, la mítica y querida Concha Acústica fue demolida, y los terrenos fueron preparados para construir en su lugar un nuevo anfiteatro.

### El anfiteatro semicerrado (2002-actualidad)

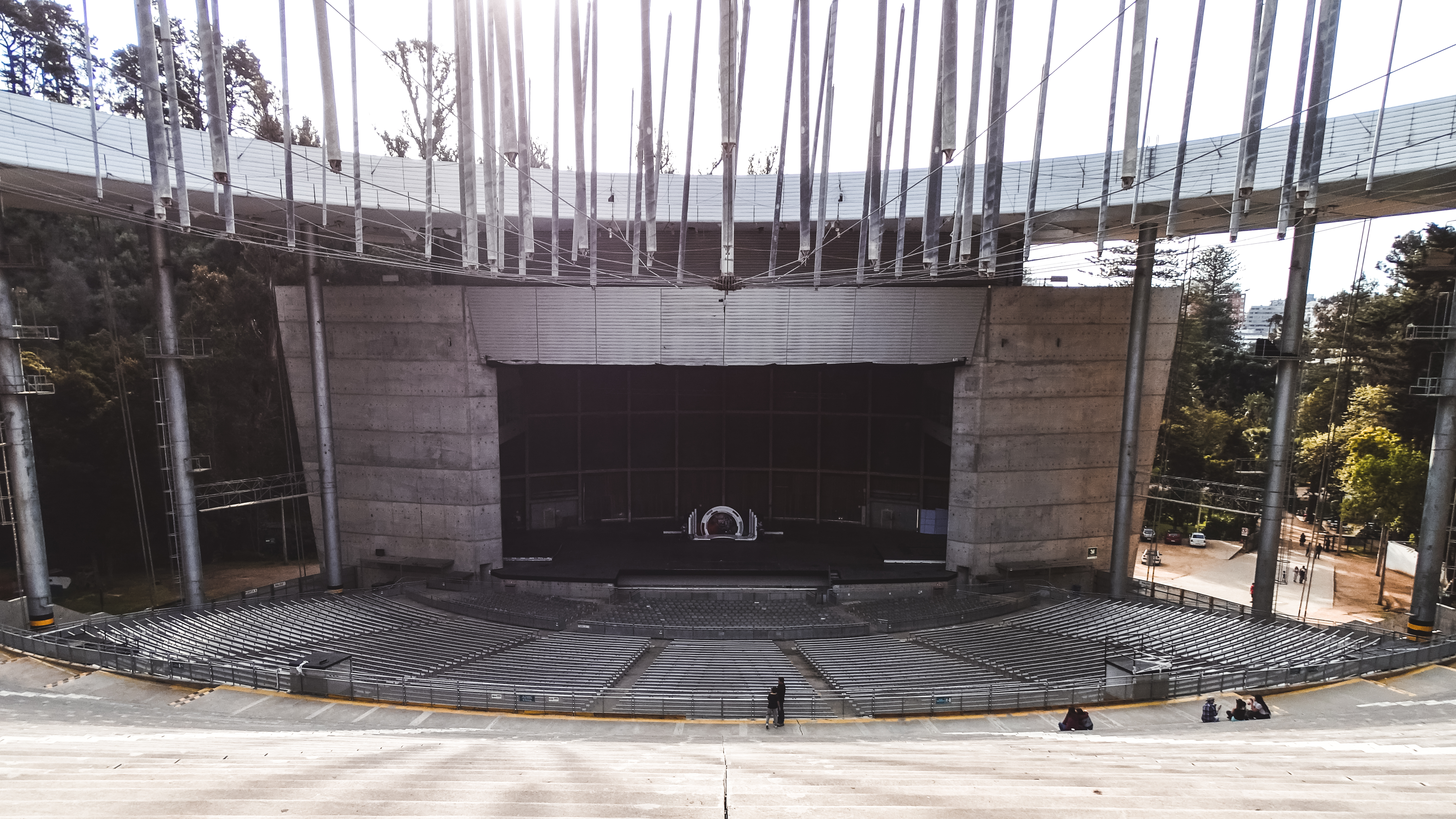
Escenario del anfiteatro en 2017. En la imagen aún se puede observar el "cielo colgante", el cual fue instalado en 2002 y retirado en 2020.

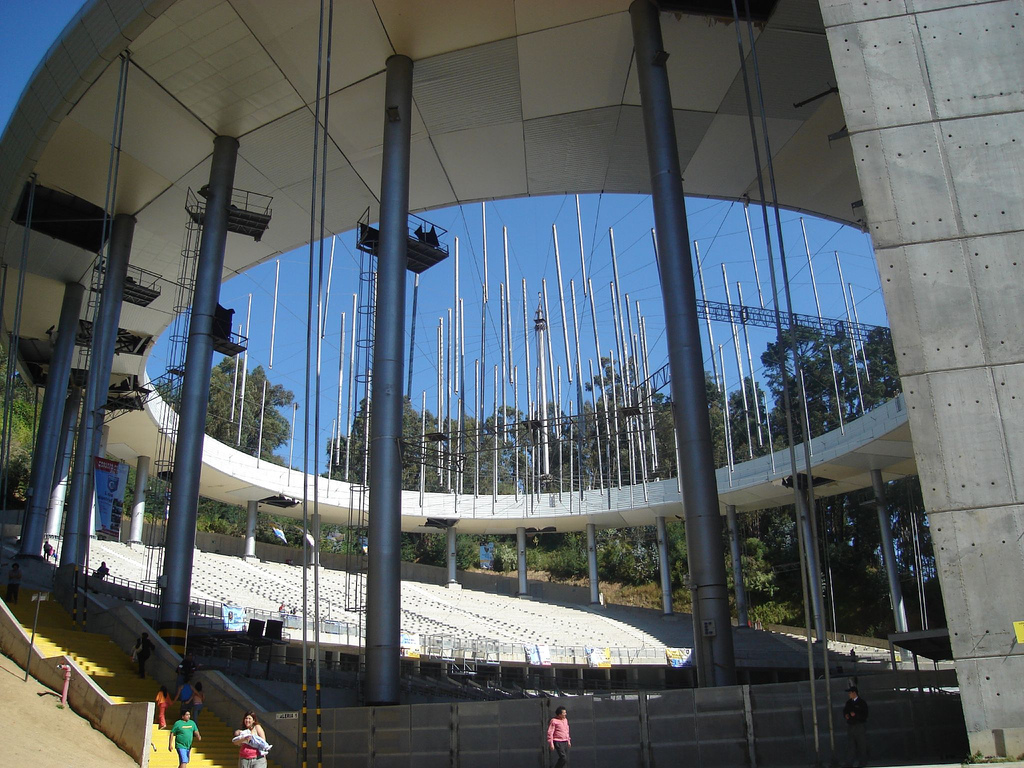
Anillo circular sosteniendo el "cielo colgante", compuesto de 85 tubos metálicos y cables de acero. Estructura retirada en 2020.

El nuevo recinto musical fue diseñado por el arquitecto Francisco de Borja García-Huidobro, quien reemplazó la Concha Acústica por un anfiteatro semicerrado, que cuenta con un escenario de concreto, camarines subterráneos y salones de conferencias, un ascensor hidráulico para los músicos, y su característica principal, un anillo circular que bordea todo el cielo de la infraestructura, simulando un coliseo. Fue hecho de concreto sólido y con un aforo superior a los 18.000 espectadores. Su construcción fue un trabajo maratónico, pues el recinto debía quedar totalmente terminado para enero de 2002, fecha en el que debía ser entregado a la municipalidad para la realización del XLIII Festival Internacional de la Canción de Viña del Mar.
Si bien el nuevo escenario fue inaugurado ese año, el anfiteatro aún no estaba concluido en su totalidad, pues la construcción original contemplaba un techo retráctil que no alcanzó a ser instalado, pero al finalizar el festival de 2002 se instalaron en el anillo circular los cables de acero que sostenían 85 tubos metálicos, que dieron origen al "cielo colgante" que podía ser cubierto con una tela retráctil durante los meses de invierno, y que "hipotéticamente" habría permitido desarrollar espectáculos musicales durante los meses de invierno. Sin embargo, el techo retráctil terminó siendo un proyecto fallido, pues nunca se pudo tapar el techo, y en el periodo de pruebas los vientos de la ciudad costera terminaron desajustando las capas de tela sintética que debían sellar el cielo colgante.
Aquella estructura se mantuvo desde marzo de 2002 hasta marzo de 2020. Posterior al LXI Festival Internacional de la Canción de Viña del Mar de 2020 se decidió desmantelar la estructura compuesta por los 85 tubos metálicos y los cables de acero, pues toda la estructura presentaba serios daños debido al óxido y la corrosión de los metales, y se convertían en un peligro para el público asistente, pues ese cielo colgante se encontraba sobre las cabezas de los asistentes al anfiteatro.
A pesar de la fallida techumbre, el anfiteatro de la Quinta Vergara alberga diversos espectáculos a lo largo del año, tales como, conciertos de diversos artistas nacionales e internacionales, y variados festivales musicales, pues es un escenario con capacidades técnicas idóneas para realizar espectáculos de gran nivel.

### Ubicación del anfiteatro, riesgos forestales y zona de seguridad ante tsunamis
El anfitratro está ubicado en una de las laderas de los cerros del parque Quinta Vergara, sector que se caracteriza por la presencia de diversa vegetación y bosques frondosos, los que si bien entregan un ambiente natural al recinto, en ciertos casos han supuesto un peligro para la infraestructura.
A lo largo de su historia, el anfiteatro se ha visto amenazado por diversos amagos de incendio, en su mayoría ocasionados de forma intencional, sin embargo, en diciembre de 2022, se desató el incendio forestal más grande que enfrentó la ciudad de Viña del Mar, el que además tuvo proximidad con el recinto musical e incendió parte del bosque y los árboles que rodean al anfiteatro. Este último sin embargo, no resultó con daños en su infraestructura. 
Durante la realización de festivales de antaño era común ver al público encendiendo antorchas de papel, lo cual claramente suponía un riesgo importante de incendio, pero en ese entonces no existía conciencia respecto al peligro del fuego en parques y bosques. Actualmente está prohibido encender cualquier tipo de fogata en el parque y en el anfiteatro mismo.
Viña del Mar al ser una ciudad costera está expuesta al riesgo de tsunamis, es por ello que los planes de evacuación del SENAPRED consideran los cerros ubicados detrás del anfiteatro de la Quinta Vergara como zona de seguridad y vía de evacuación hacia el sector de 7 Hermanas.

## Eventos realizados

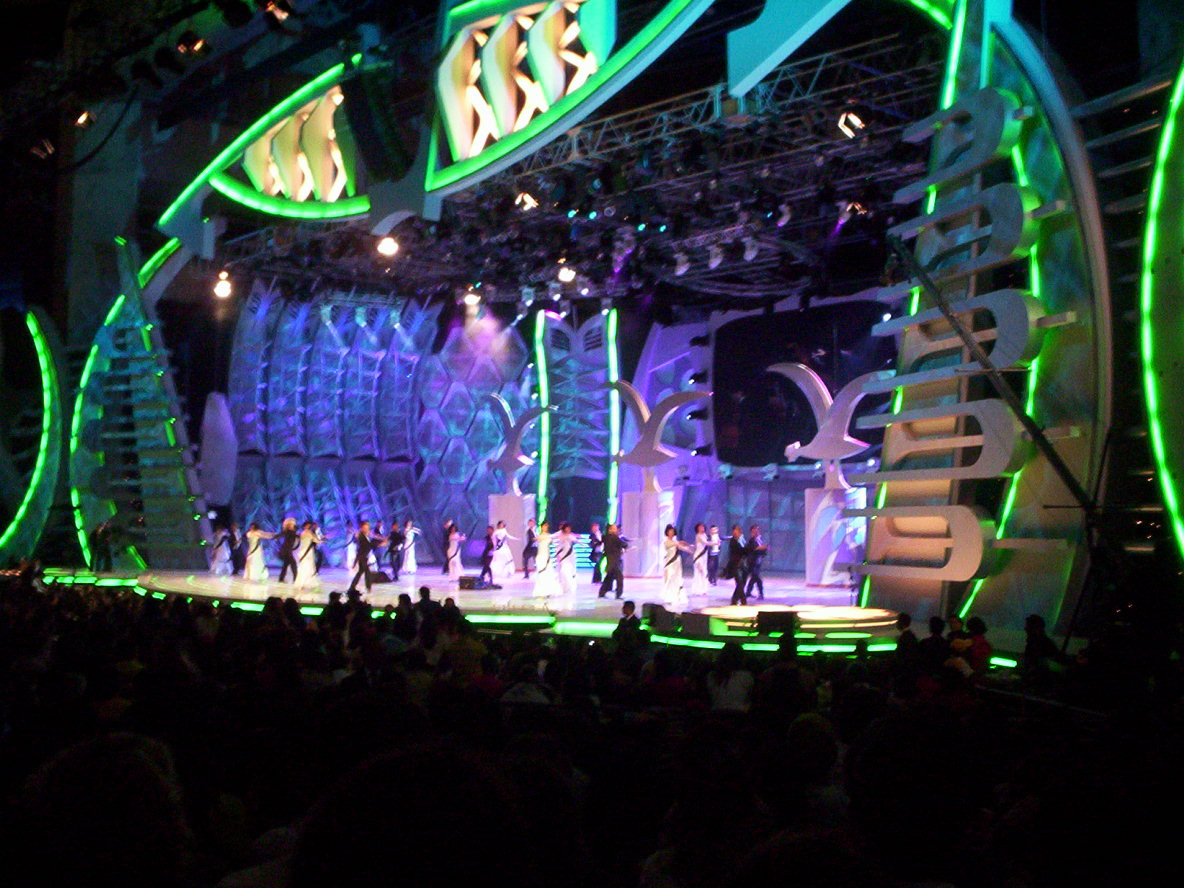
El anfiteatro durante el XLVII Festival Internacional de la Canción de Viña del Mar.

El anfiteatro ha sido utilizado para presentar una gran variedad de eventos musicales, espectáculos humorísticos y diferentes ceremonias a lo largo de su historia, las cuales están ajenas al Festival de Viña del Mar.

### Años 1970
- Los días 23 y 24 de octubre de 1971, se realizó el Primer Festival De Rock Progresivo en la Quinta Vergara.[14]
- A inicios de 1972, el conjunto musical chileno Los Jaivas se presenta en la Quinta Vergara.[15]
- Los días 24 y 25 de febrero de 1973, Los Jaivas crean, producen y participan en el festival "Los Caminos que se abren".[16]
- El año 1977, durante su visita a Chile, el elenco de la serie de comedia mexicana El Chavo del 8, encabezado por el comediante, actor y compositor Roberto Gómez Bolaños, "Chespirito"; se presentan en dos funciones en el Anfiteatro de la Quinta Vergara.[17][18]

### Años 2010
- El 31 de octubre de 2011, el anfiteatro fue utilizado para rodar las escenas finales de la película Stefan v/s Kramer, protagonizada por el comediante e imitador chileno Stefan Kramer.[19][20]
- El 2 de noviembre de 2012 se realizó el Festival de K-pop Music Bank Chile.[21][22][23]
- El 24 de noviembre de 2014, fue sede del sorteo de la Copa América 2015.[24]

### Años 2020
- En febrero del año 2021, y con motivo de la histórica cancelación del Festival de Viña del Mar de ese año por la Pandemia de COVID-19 en Chile, se realizó un programa de variedades llamado "Todos a Viña", emitido por Canal 13, y con un anfiteatro totalmente vacío.[25][26]
- El 11 de diciembre de 2021, se realizó la final de la XV versión de la Red Bull Batalla de Gallos Internacional.[27][28]
- El día 11 de noviembre de 2023 se realizó el cierre de la XXXIV edición de la Teletón debido a que el Estadio Nacional se encontraba en uso por la realización de los Juegos Panamericanos y Parapanamericanos en la ciudad de Santiago.[29]
- El miércoles 7 de agosto de 2024, La Organización de la Teletón 2024 confirmó a la Quinta Vergara como escenario de su show de cierre por segundo año consecutivo para la noche del sábado 9 de noviembre.[30]

### Eventos anuales
- Durante el mes de enero, se realiza el cierre de la celebración del Año Nuevo Chino en la Quinta Vergara, evento organizado por el Instituto Confucio de la U. Santo Tomás, sede Viña del Mar.[31][32][33]
- Desde el año 2005, durante todos los sábados del mes de enero, la Fundación Beethoven junto a la Ilustre Municipalidad de Viña del Mar organizan la Temporada de Conciertos de Verano, espacio de Música clásica en donde se presentan algunas de las principales orquestas del país, como la Orquesta Sinfónica Nacional de Chile y la Orquesta de Cámara de Chile.[34]